# Неволина
Нево́лина (рос. Неволина) — село (колишні присілок) у складі Ішимського району Тюменської області, Росія.
Населення — 551 особа (2010, 690 у 2002).
Національний склад станом на 2002 рік:
- росіяни — 82 %